# Supermarine Swan
El Supermarine Swan fue un hidrocanoa biplano comercial británico de la década de 1920, diseñado por R.J. Mitchell. Supermarine construyó una sola máquina en sus instalaciones de Woolston, Southampton. Primer avión anfibio bimotor del mundo, fue el precursor del Supermarine Southampton.
Terminado como hidroavión de reconocimiento aéreo de madera, el Swan voló por primera vez el 25 de marzo de 1924. Estuvo en exhibición en Woolston durante una visita del Príncipe de Gales en junio de 1924. En 1926, fue registrado como G-EBJY, habiendo sido reconvertido para su uso como transporte de pasajeros, y fue prestado a Imperial Airways para complementar su flota comercial. El alojamiento del Swan fue modificado para permitir a hasta 10 pasajeros. Después de ser utilizado en un servicio de pasajeros entre Inglaterra y Francia, el Swan fue devuelto al Ministerio del Aire en marzo de 1927. Fue desguazado al año siguiente.

## Diseño y desarrollo

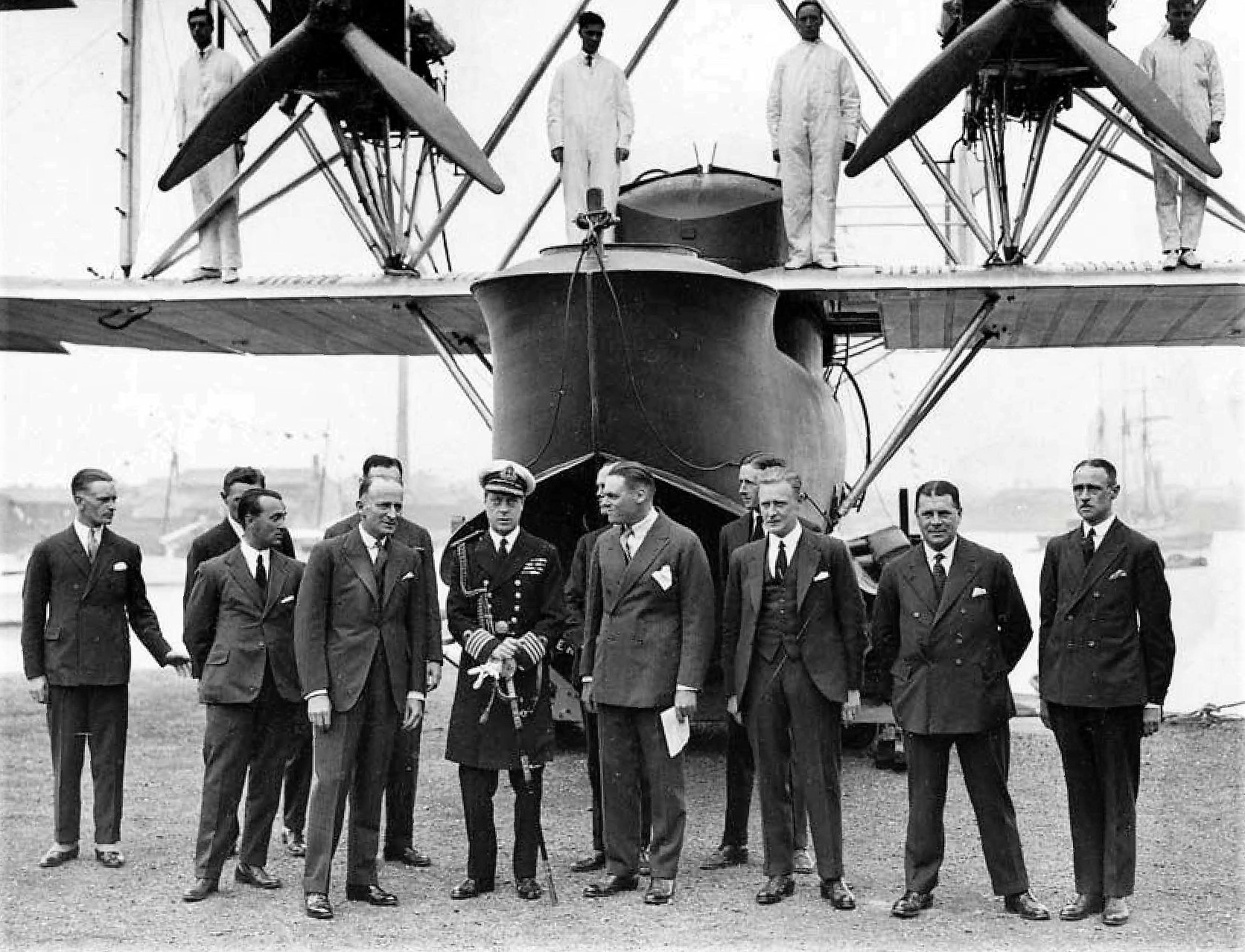
El personal de Supermarine Works junto al Príncipe de Gales, frente al Swan, durante su visita a Southampton en junio de 1924. El diseñador del avión, R.J. Mitchell, es el tercero desde la derecha.

El Supermarine Swan era un avión anfibio biplano de madera. Fue diseñado por R.J. Mitchell, el diseñador jefe de Supermarine. Mitchell diseñó el avión en paralelo con el Supermarine Scylla, como reemplazo del hidrocanoa estándar de la Real Fuerza Aérea en ese momento, el Felixstowe F.5. El Swan apareció por primera vez en los dibujos de planificación de Mitchell como un "Twin Engined Commercial Flying Boat" ("Hidrocanoa Comercial Bimotor"), que datan de julio de 1922. Una impresión artística del diseño se utilizó en los anuncios de prensa de Supermarine durante 1922 y 1923.
El Swan fue ordenado según la Especificación 21/22 del Ministerio del Aire. Fue el primer avión anfibio bimotor del mundo. El plan original de Mitchell era construir un avión con alas de dos vanos de mismas envergaduras, que se plegaran hacia adelante para ahorrar espacio de almacenamiento. El alojamiento para 12 pasajeros en el casco estaba debajo de la cabina, que estaba equipada con parabrisas laterales para los dos tripulantes, que de otro modo no estaría protegida del clima. Los motores estaban posicionados adelantados sobre el borde delantero del ala, que tenía una envergadura diseñada para ser lo suficientemente grande como para que cupieran los soportes del motor.
Completado como hidroavión de reconocimiento aéreo, el Swan fue volado por primera vez con su matrícula N175 por el piloto de pruebas de Supermarine, Henri Biard, el 25 de marzo de 1924. Voló por primera vez con su motor más potente y sin tren de aterrizaje el 25 de junio de 1924; las modificaciones ayudaron a aumentar su velocidad máxima de 148 a 169 km/h. El Swan fue la pieza principal que vio el Príncipe de Gales en las instalaciones de Supermarine durante su visita a Southampton el 27 de junio de 1924.
El Swan estaba propulsado por dos motores Rolls-Royce Eagle IX de 260 kW (350 hp). Utilizado como avión experimental, carecía de armamento y ventanas. Un mecanismo especial conectado a la caja de cambios permitía al piloto retraer las ruedas en lugar de hacerlo manualmente, como se había hecho anteriormente, una modificación que fue necesaria debido al mayor peso de las mismas.
El Swan fue enviado para ser probado al Establecimiento Experimental de Aeronaves Marinas (MAEE), la instalación de pruebas del Ministerio del Aire en RAF Felixstowe. Mitchell lo remotorizó con dos motores Napier Lion y se le desmontó el tren de aterrizaje para las pruebas, que tuvieron lugar en agosto de 1924. Obtuvo resultados de las pruebas satisfactorios y Supermarine recibió un encargo de producción para el avión. Para la versión Mark II del Swan, producida en febrero de 1926, la tripulación fue reubicada en el lugar donde anteriormente se había almacenado el equipaje, se rediseñó el morro para reducir la resistencia aerodinámica y se modificaron las alas para que fueran fijas.
Mitchell propuso modificaciones al diseño del Swan para incluir la incorporación de torretas artilladas, una ametralladora en la proa y portabombas debajo de las alas. Sus propuestas no fueron adoptadas hasta el desarrollo del Supermarine Southampton, el sucesor del Swan.

## Historia operacional
En 1926, el Swan fue registrado como G-EBJY, habiendo sido reconvertido para su uso como transporte de pasajeros. El primer vuelo con su nueva matrícula tuvo lugar el 9 de junio de ese mismo año. Fue cedido bajo contrato a Imperial Airways como hidroavión anfibio para complementar los Supermarine Sea Eagle que ya volaban desde Southampton a Deauville y Le Touquet. El Swan fue devuelto al Ministerio del Aire el 8 de marzo del año siguiente. El alojamiento fue modificado por Supermarine para permitir a 10 pasajeros, en lugar de a los 12 originales. El casco de 1,98 m de ancho permitía una mayor comodidad de los pasajeros.
Hay poca información disponible sobre el historial operativo del Swan después de que fuera matriculado en agosto de 1924. El avión fue desguazado en el otoño de 1928.

## Especificaciones
Referencia datos: Supermarine Aircraft since 1914, Flight

### Características generales
- Tripulación: Dos
- Capacidad: 10 pasajeros, o 1352 kg de carga
- Longitud: 14,8 m (48,5 ft)
- Envergadura: 20,9 m (68,7 ft)
- Altura: 5,6 m (18,3 ft)
- Superficie alar: 117,6 m² (1265,9 ft²)
- Peso vacío: 4588 kg (10 112 lb)
- Peso cargado: 6219 kg (13 706,7 lb)
- Planta motriz: 2× motor lineal de 12 cilindros en W refrigerado por agua Napier Lion IIB.
  - Potencia: 340 kW (469 HP; 462 CV) cada uno.
- Hélices: 1× de cuatro palas de paso fijo por motor.

### Rendimiento
- Velocidad máxima operativa (Vno): 175 km/h (109 MPH; 94 kt)
- Velocidad crucero (Vc): 148 km/h (92 MPH; 80 kt)
- Velocidad de entrada en pérdida (Vs): 72 km/h (45 MPH; 39 kt)
- Alcance: 480 km (259 nmi; 298 mi)
- Techo de vuelo: 3110 m (10 203 ft)
- Régimen de ascenso: 2,6 m/s (512 ft/min)
- Carga alar: 52,6 kg/m² (10,8 lb/ft²)